# Loxomorpha cambogialis
Loxomorpha cambogialis là một loài bướm đêm trong họ Crambidae.